# Гилдин клуб
Гилдин клуб (енгл. Gilda's Club) непрофитна је хуманитарна организација за особе оболеле од рака, њихове породице и пријатеље, са седиштем у САД. Локални огранци организације пружају оболелима од рака, њиховим породицама и пријатељима места за дружење, где могу да се упознају са другима који имају сличне проблеме и тако буду емотивна и социјална подршка једни другима, поред стандардне медицинске неге. Бесплатна и непрофитна организација за пружање помоћи Гилдин клуб има своје огранке којима се пружа подршка и омогућава умрежавање заједница људи, одржавање предавања, вођење радионица и организовање друштвених манифестација у неформалном окружењу налик дому. Клуб је добио име у част оригиналног члана глумачке поставе у забавном шоуу Уживо суботом увече (енгл. Saturday Night Live) — комичарке и глумице Гилде Раднер (1946—1989), која умрла од рака јајника. Организација је позната и под именом Заједница за подршку оболелима од рака (енгл. Cancer Support Community), осим у Канади где су локални огранци задржали оригинално име Гилдин клуб.

## Историја
Гилдин клуб је основала Џоана Бул, психотерапеуткиња Гилде Раднер, заједно са њеним удовцем глумцем Џином Вајлдером (1933—2016) — који је и сам победио рак — те филмским критичаром Џоелом Сигелом (1943—2007) — који је преминуо након дуге борбе са раком дебелог црева. Први „клуб” се отворио 1995. године у Њујорку, након дуге кампање за прикупљање средстава која је укључивала и Вајлдерове филмске трејлере дистрибуисане широм САД. Организација је названа Гилдин клуб зато што је Гилда Раднер једне прилике рекла да јој је рак омогућио „чланство у елитном клубу којем радије не би желела да припада”. Комплетна прича Гилде Раднер може да се прочита у њеној књизи Увек је нешто (енгл. It's Always Something).
Јула 2009, Гилдин клуб се на глобалном нивоу удружио са Велнес заједницом (енгл. The Wellness Community, TWC), другом међународном непрофитном организацијом која окупља оболеле од рака и пружа им помоћ; формирана је Заједница за подршку оболелима од рака (енгл. Cancer Support Community, CSC). Гилдин клуб је 2012. године имао преко 20 активних подружница. Иако су неке подружнице Гилдиног клуба и Велнес заједнице задржале своја имена, многе су почеле да користе ново име Заједница за подршку оболелима од рака како би се спајање заиста извршило. Међутим, новопредложено име које је усвојено изазвало је доста контроверзи међу неким члановима клуба и заједнице. Национална организација је увела дијагностичку алатку на свом веб-сајту која се зове distress screening, због чега је питсбуршки огранак Гилдиног клуба одлучио да промени своје име и прекине све везе са националном организацијом; разлог је неслагање око (не)употребљавања овог дијагностичког метода на све пацијенте.